# Friedrich Wachenhusen
Adolf Julius Ludwig Friedrich Wachenhusen (* 27. Mai 1859 in Schwerin; † 2. Mai 1925 in Schwerin-Görries) war ein deutscher Landschaftsmaler, Zeichner und Radierer, der hauptsächlich ländliche mecklenburgische Motive malte.

## Leben und Wirken
Auf Drängen des Vaters, eines Schweriner Ministerial-Sekretärs, nahm Wachenhusen nach dem Besuch des Gymnasiums in Schwerin 1880 ein Architekturstudium am Polytechnikum Karlsruhe auf. 1881 wurde er Inhaber des Burschenbierzipfels des Corps Bavaria Karlsruhe. Er wechselte 1881 an die Akademie der Bildenden Künste Karlsruhe, um Malerei zu studieren. Nach dem Wechsel im Jahr 1884 an die Kunstakademie Weimar studierte er weiter unter dem Landschaftsmaler Theodor Hagen. Er zog 1889 nach Berlin, besuchte die Kunstakademie und malte ein Jahr bei Eugen Bracht. Danach war er als Leiter einer Mal- und Zeichenschule in Berlin tätig. Seit 1889 war er auch Mitglied im Verein Berliner Künstler. In den Jahren 1892 bis 1895 hatte Wachenhusen mehrere Aufenthalte in Ahrenshoop an der Ostsee. Dort betrieb er in den Sommermonaten gemeinsam mit Paul Müller-Kaempff, der hier bereits seit 1892 seinen Wohnsitz hatte, eine Sommermalschule im „Haus Lukas“. Studienreisen führten Wachenhusen 1892 nach Norditalien und 1894 nach Holland, wo er sich in Volendam und der Künstlerkolonie Katwijk aufhielt. 1902 malte er für sein Lithografie-Mappenwerk Heimat – Lübeck und Umgebung auch in Gothmund.
Am 1. März 1897 heiratete Wachenhusen die Dresdner Opernsängerin Eva Freiin von Gillern, Tochter des unter dem Künstlernamen Hugo Krüger bekannten Opernsängers Hugo Freiherr von Gillern. Im selben Jahr ließ sich Wachenhusen in Ahrenshoop nach eigenen Plänen das Haus am Schifferberg 10 errichten. Vor ihm hatten sich hier neben Paul Müller-Kaempff schon Anna Gerresheim, Elisabeth von Eicken und Fritz Grebe niedergelassen. Es entstand die Ahrenshooper Künstlerkolonie, zu deren Mitbegründern man auch Wachenhusen rechnen muss. Wachenhusen zählte mit den Malern Theobald Schorn und Paul Müller-Kaempff zu den Gründern des Ahrenshooper Kunstkatens, der 1909 eröffnet wurde. Zwischenzeitlich hatte Wachenhusen ab etwa 1903 auch in Hamburg einen Wohnsitz, wo er ebenfalls eine Malschule führte. Nach dem Tod seiner Ehefrau im Jahr 1910 heiratete er 1912 in zweiter Ehe die 20 Jahre jüngere Lucie Schindowski, eine ehemalige Malschülerin.
Mit Ende des Ersten Weltkrieges 1918 verließ Wachenhusen Ahrenshoop. Sein Haus und das ihm ebenfalls gehörende, nebenliegende „Dünenhaus“ wurden 1920 verkauft, er lebte jetzt zumeist in seinem Haus in Schwerin-Görries. Nach seinem Tod 1925 fand die Urnenbeisetzung auf dem Schifferfriedhof von Ahrenshoop statt.

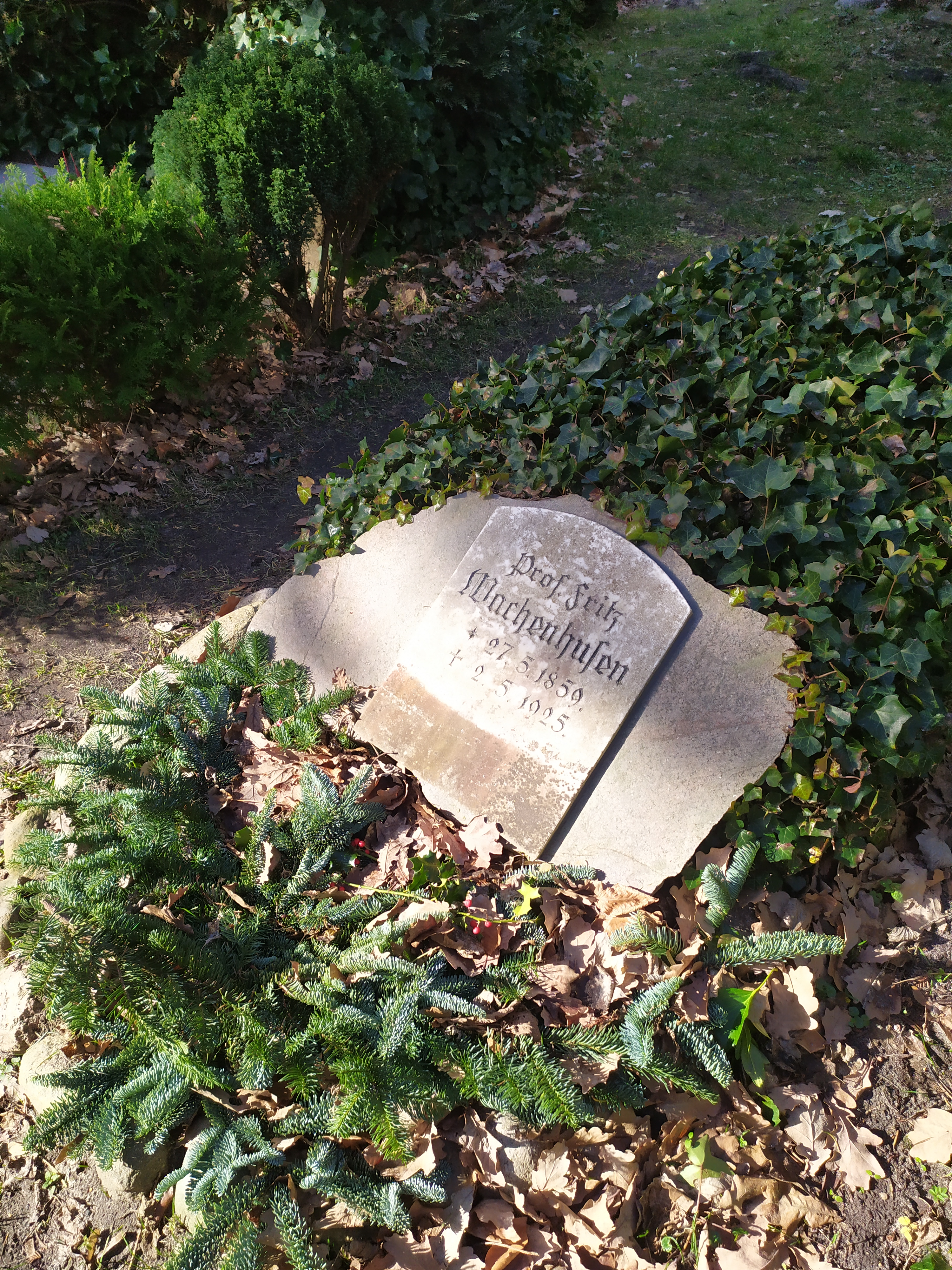
Grabstätte in Ahrenshoop

Zu Wachenhusens in impressionistischer Malweise angelegten Werken gehörten neben den hauptsächlichen Landschaften auch Wald- und Tiermotive, was sicher mit seiner Jagdleidenschaft zu begründen ist. Wachenhusen war, neben der Mitgliedschaft im Verein Berliner Künstler, Mitglied der Allgemeinen Deutschen Kunstgenossenschaft, im Verband deutscher Illustratoren, im Verein für Originalradierung in Berlin, im Hamburger Kunstverein von 1817, im Hamburger Künstlerverein von 1832 sowie im Verein für mecklenburgische Geschichte und Altertumskunde.

## Ausstellungen (Auswahl)
Wachenhusen war von 1884 bis 1914 regelmäßig auf den Ausstellungen der Königlichen Akademie der Künste zu Berlin, den Großen Berliner Kunstausstellungen sowie der Mecklenburgischen Kunstausstellung 1911 mit seinen Landschaften vertreten. Die Ausstellung eines Bildes im Münchener Glaspalast ist für 1891 belegt. Seine erste Einzelausstellung hatte er 1902 im Hamburger Kunstverein.
- 1926: Gedächtnisausstellung im Landesmuseum Schwerin
- 2016: Farben des Nordens – Friedrich Wachenhusen 1859–1925. Stiftung Mecklenburg, Schleswig-Holstein-Haus Schwerin, Dez. 2016 – März 2017
- 2017: Friedrich Wachenhusen (1859–1925) Malerei. Kunstkaten Ahrenshoop, Okt. 2017 – Dez. 2017

## Werke (Auswahl)
- Mond über dem Bodden.
- Hof im Mecklenburgischen.
- Steilküste bei Ahrenshoop.

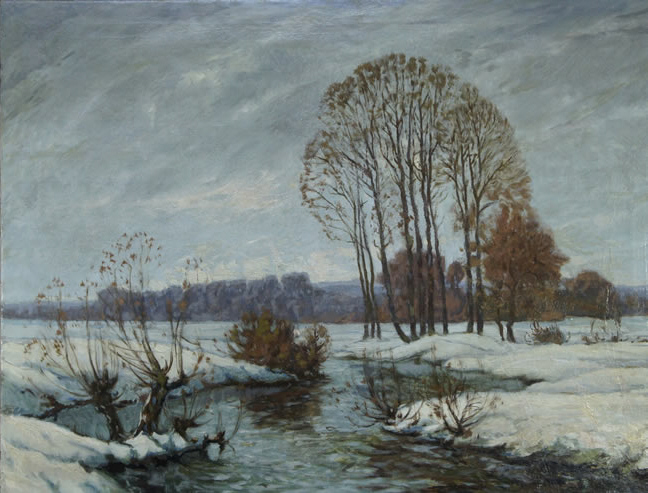
Friedrich Wachenhusen – Auf dem Darss.

- Mecklenburgische Winterlandschaft. (1887)
- Am Schweriner See. (1890)
- Blick zur Ahrenshooper Mühle. (um 1900)
- Aus Ahrenshoop. (1902)
- Dorfstraße im Schnee. (1910)
- Rügener Küste. (1911)[6]
- Paar am Hafen von Volendam. (um 1894)

Mappenwerke
- Malerisches aus Hamburg.
- Aus Lübeck und Umgebung.
- Von Cuxhaven nach Helgoland. – drei Mappenwerke: Verlag Kähler, Hamburg 1902.[7]

Das Staatliche Museum Schwerin besitzt sechs Gemälde Wachenhusens.

## Ehrungen
- 1909: Ernennung zum Großherzoglich Mecklenburgischen Professor
- Ehrenmitglied der Académie des Beaux-Arts in Paris[6]